# Savo Lapanje
Savo Lapanje [slávo lapánje], slovenski kemik, biokemik in pedagog, * 1925, Novo mesto, † 1997, Ljubljana.

## Življenje
Kot posledica internacije na Goli otok je postal delni invalid in je diplomiral šele leta 1953 na Oddelku za kemijo Filozofske fakultete Univerze v Ljubljani, kjer je doktoriral iz kemijskih znanosti 1959. Njegova ožja usmeritev je bila fizikalna kemija. Kot visokošolski učitelj se je zaposlil leta 1964 in od leta 1972 naprej je bil redni profesor za področje fizikalne kemije na Fakulteti za naravoslovje in tehnologijo v Ljubljani. Upokojil se je leta 1991.

## Delo
Raziskovalno delo je bilo v začetku usmerjeno na termodinamske lastnosti ionskih izmenjevalcev in polielektrolitov. Nekaj časa je delal v laboratoriju profesorja Stuarta A. Ricea (Institute James Franck, Univerza v Chicagu) v ZDA. Leto 1965/1966 je preživel v ZDA v laboratoriju profesorja Charlesa Tanforda (Duke University, North Caroline), enega najpomembnejših raziskovalcev na področju fizikalne kemije beljakovin, prav v času pomembnih odkritij viskoznih lastnosti proteinov v raztopini denaturanta gvanidijevega hidroklorida. Ugotovili so namreč, da je lastna viskoznost beljakovin funkcija dolžine polipeptidne verige (n) in da enačba {\displaystyle \lbrack \eta \rbrack =0,68\cdot n^{0,67}} velja za vse beljakovine z molekulskimi masami od 3.000 do 200.000 ne glede na funkcijo proteina. Šlo je za prvo potrditev obstoja konformacije naključnega klobčiča. To odkritje so objavili v letih 1966 in 1967 v več člankih, ki veljajo za klasična dela na področju fizikalne biokemije. Savo Lapanje je nadaljeval svoje delo na področju denaturacije beljakovin tudi po vrnitvi v Ljubljano. Za svoje raziskovalno delo na področju fizikalne kemije beljakovin in monografijo o denaturaciji beljakovin je leta 1981 prejel Kidričevo nagrado. Po Savu Lapanjetu se imenujejo priznanja, ki jih svojim zaslužnim članom podeljuje Slovensko biokemijsko društvo.